# Calanthe griffithii
Calanthe griffithii är en orkidéart som beskrevs av John Lindley. Calanthe griffithii ingår i släktet Calanthe och familjen orkidéer. Inga underarter finns listade i Catalogue of Life.